# 포케불프
포케불프(Focke-Wulf, Focke-Wulf Flugzeugbau AG)는 독일의 항공기 제작회사이다. 독일의 항공기 제작자인 하인리히포케와 게오르크 불프와 베르너 노이만 박사가 공동으로 1923년에 설립하였다.
포케불프사는 1936년에 세계에서 처음으로 오토자이로를 단 FW-61헬리콥터를 제작하여 시험비행에 성공했고, 제2차 세계 대전 때인 1941년 여름부터 독일이 항복할 때까지 뛰어난 항공기 제작자인 쿠르트 탕크박사가 FW-190계열의 전투기를 개발하여 독일공군에 공급했고 제2차 세계 대전말기에는 가장 빠른 프로펠러전투기인 Ta-152전투기를 제작했다.

## 포케불프 항공기 목록

### 기업 지정
- 포케불프 A 3
- 포케불프 A 4
- 포케불프 A 5
- 포케불프 A 6
- 포케불프 A 7
- 포케불프 A 16
- 포케불프 A 17
- 포케불프 GL 18
- 포케불프 F 19
- 포케불프 A 20
- 포케불프 A 21
- 포케불프 GL 22
- 포케불프 K 23
- 포케불프 S 24
- 포케불프 L 101 D
- 포케불프 A 26
- 포케불프 A 28
- 포케불프 A 29
- 포케불프 A 32
- 포케불프 A 33
- 포케불프 A 36
- 포케불프 A 38
- 포케불프 S 39
- 포케불프 S 48
- 포케불프 S 1
- 포케불프 S 2
- 포케불프 W 4
- 포케불프 W 7

### RLM 지정
- 포케불프 Fw 40
- 포케불프 Fw 43
- 포케불프 Fw 44
- 포케불프 Fw 47
- 포케불프 Fw 55
- 포케불프 Fw 56
- 포케불프 Fw 57
- 포케불프 Fw 58
- 포케불프 Fw 61
- 포케불프 Fw 62
- 포케불프 Ta 152
- 포케불프 Ta 154
- 포케불프 Fw 159
- 포케불프 Fw 186
- 포케불프 Fw 187
- 포케불프 Fw 188
- 포케불프 Fw 189
- 포케불프 Fw 190
- 포케불프 Fw 191
- 포케불프 Fw 200 Condor

### 라이선스를 받아 제조
- 포케불프 C.20
- 포케불프 C.30
- 포케불프 FWP.149D

### 예정/미완료 디자인
- 포케불프 Fw 42
- 포케불프 Fw 160
- 포케불프 Ta 183
- 포케불프 Fw 206
- 포케불프 Fw 238
- 포케불프 Fw 249
- 포케불프 Fw 250
- 포케불프 Fw 252
- 포케불프 Ta 254
- 포케불프 Fw 259
- 포케불프 Fw 260
- 포케불프 Fw 261
- 포케불프 Ta 283
- 포케불프 Fw 300
- 포케불프 Ta 400
- 포케불프 Fw P.03.10206
- 포케불프 Fw P.03.10221-15
- 포케불프 Fw P.03.10025
- 포케불프 Fw 03.10251
- 포케불프 파이터 프로젝트 w/BMW803

### 프로젝트
- 포케불프 1000x1000x1000
- 포케불프 프로젝트 I
- 포케불프 프로젝트 II
- 포케불프 프로젝트 III
- 포케불프 프로젝트 VII "Flitzer"
- 포케불프 프로젝트 VIII
- Focke Rochen
- 포케불프 슈퍼 로린
- 포케불프 Fw 354 Triebflügel
- 포케불프 TO 프로젝트
- 포케불프 Volksjäger
- 포케불프 VTOL 프로젝트